# Damias obliqua
Damias obliqua är en fjärilsart som beskrevs av Rothschild och Jordan 1901. Damias obliqua ingår i släktet Damias och familjen björnspinnare. Inga underarter finns listade i Catalogue of Life.